# Magyarország feltámadása
Magyarország feltámadása (angol címe: The Resurrection of Hungary: a Parallel for Ireland) Arthur Griffith, az ír Sinn Féin alapítója által írt és 1904-ben kiadott könyv címe. Griffith célja egy Anglia és Írország által közösen kormányzott monarchia volt, és művében követendő példaként a kiegyezést, illetve Magyarországnak az Osztrák–Magyar Monarchiában betöltött szerepét hozta fel.
A 2000-es években 4 év alatt 3 különféle fordításban jelent meg Magyarországon (2001–2004 között).

## Magyarul
- Magyarország feltámadása. Párhuzam Írország számára; ford. Szűcs Zoltán; utószó, jegyz. Szentesi Zöldi László; Valera, Bp., 2001
- Magyarország feltámadása. Példa Írország számára; ford., jegyz. Kabdebó Tamás, előszó Brian Maye; epl, Bp., 2002 (Editio plurilingua)
- Magyarország feltámadása. Követendő példa Írországnak; röv. kiad.; ford., jegyz. Godó Ágnes; Galaxis-Mag Bt., Bp., 2004

## Külső hivatkozások
- Kortárs Online
- Mozgó Világ